# Hishimochi

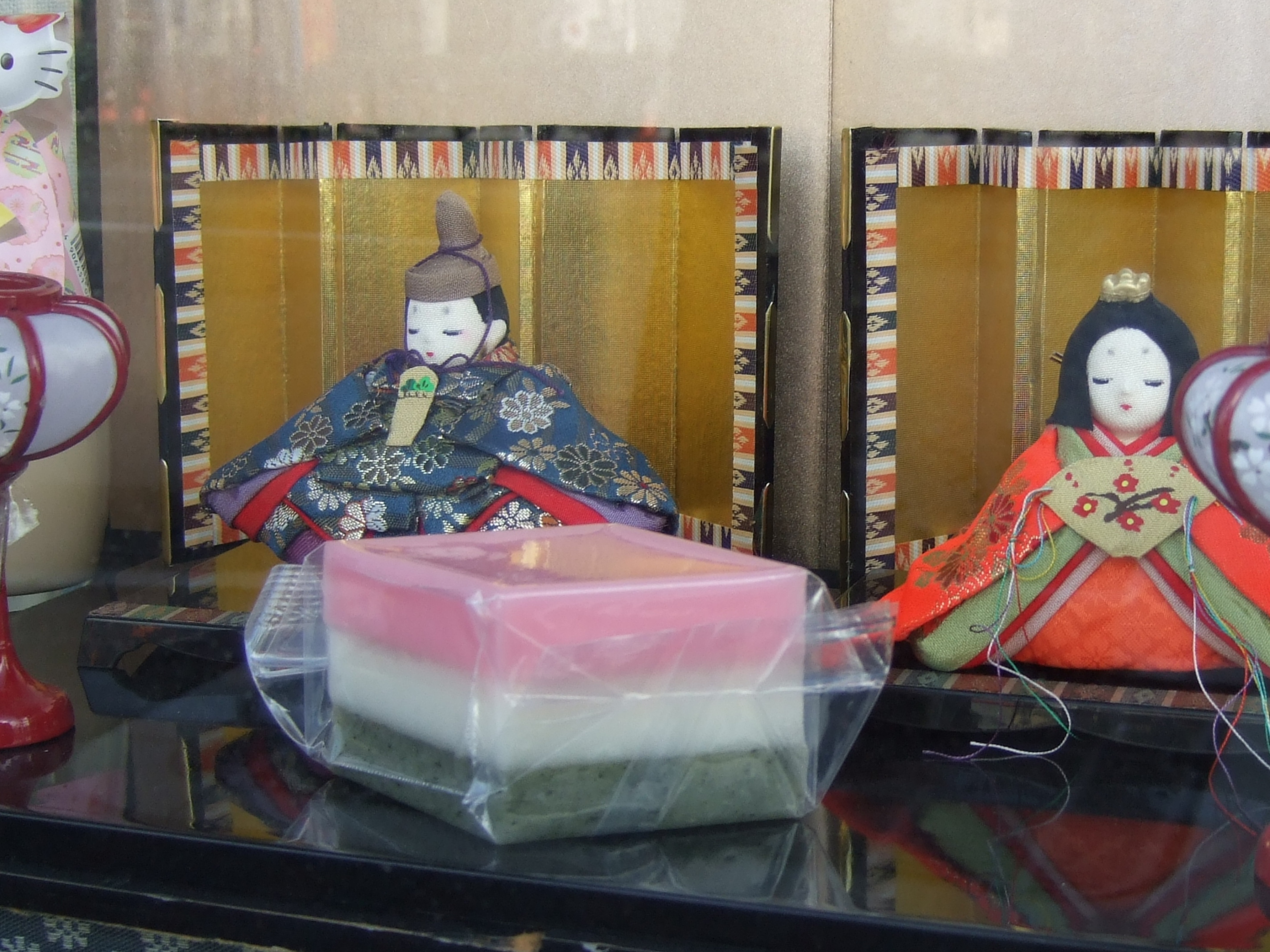
Hishimochi.

El hishimochi (菱餅 ひしもち?) es un wagashi (golosina japonesa) simbólico asociado con el Hinamatsuri o Festival de las Muñecas, que coincide en el calendario con el Xiuxi (上巳). Tiene forma romboidal y está típicamente formado por tres capas de mochi rojo (o rosa), blanco y verde, de abajo arriba. Según la región, el rojo puede ser sustituido por amarillo, o el dulce puede tener cinco o siete capas. Suele presentarse con muñecas hina. Se cree que la forma surgió en el periodo Edo, como representación de la fertilidad.

## Colores
El rojo del mochi procede de los frutos de Gardenia jasminoides (山梔子), y simboliza las flores de ciruelo. El blanco se obtiene de la castaña de agua (菱) y representa la nieve y sus efectos purificadores. Por último, el verde viene del Gnaphalium affine (ハハコグサ) o la altamisa, como en el kusa mochi, y se cree que es un reconstituyente que mejora la sangre.
- Datos: Q3273961